# Malé Raškovce
Malé Raškovce é um município da Eslováquia, situado no distrito de Michalovce, na região de Košice. Tem 8,75 km² de área e sua população em 2018 foi estimada em 231 habitantes.

## Demografia
| Ano:        | 1994 | 2004   | 2014   | 2024    |
| ----------- | ---- | ------ | ------ | ------- |
| Broj ljudi: | 264  | 245    | 248    | 220     |
| Razlika:    |      | -7,19% | +1,22% | -11,29% |

| Ano:               | 2023 | 2024   |
| ------------------ | ---- | ------ |
| Número de pessoas: | 222  | 220    |
| Diferença:         |      | -0,90% |